# Marcella Alves
Marcella Alves Araújo (Rio de Janeiro, 22 de maio de 1983) é uma porta-bandeira brasileira, atuante no carnaval do Rio de Janeiro. Além de dançarina, com formação em balé clássico, é formada em Educação Física, com pós-graduação em Fisiologia do Exercício, pela Universidade Gama Filho. Também estudou na Escola de Mestre-Sala e Porta-Bandeira de Mestre Manoel Dionísio. Marcella, também foi Bailarina no programa Domingão do Faustão.
Quando pequena, frequentava a quadra da escola de samba Lins Imperial, onde se interessou pela dança do casal de mestre-sala e porta-bandeira. Teve sua primeira experiência como porta-bandeira, aos nove anos de idade, na escola de samba mirim Infantes do Lins. Três anos depois, foi convidada para desfilar como primeira porta-bandeira da escola Lins Imperial, onde foi campeã do carnaval do Grupo B, no ano de 1997. Foi a mais jovem primeira porta-bandeira a desfilar por uma escola de samba no Grupo Especial do Rio de Janeiro, aos quatorze anos, em 1998, pela Caprichosos de Pilares. Ficou na escola por três carnavais. Também desfilou por cinco anos no Salgueiro, quatro anos na Mocidade Independente de Padre Miguel e mais quatro anos na Mangueira, até retornar ao Salgueiro em 2014. Também participou do carnaval de Uruguaiana, com passagens pelas escolas Império Serrano e Unidos da Cova da Onça.
É vencedora de quatro Estandartes de Ouro, considerado o "Óscar do carnaval carioca", entre outros prêmios como o Tamborim de Ouro, Estrela do Carnaval e S@mba-Net. Marcella é conhecida como uma pessoa reservada, avessa a festas e aparições públicas. Também é considerada uma das porta-bandeiras mais técnicas do carnaval. Além de atuar como porta-bandeira, exerce as profissões de personal trainer e instrutora de educação física. É casada com o empresário Eduardo Araújo e tem uma filha.

## Biografia

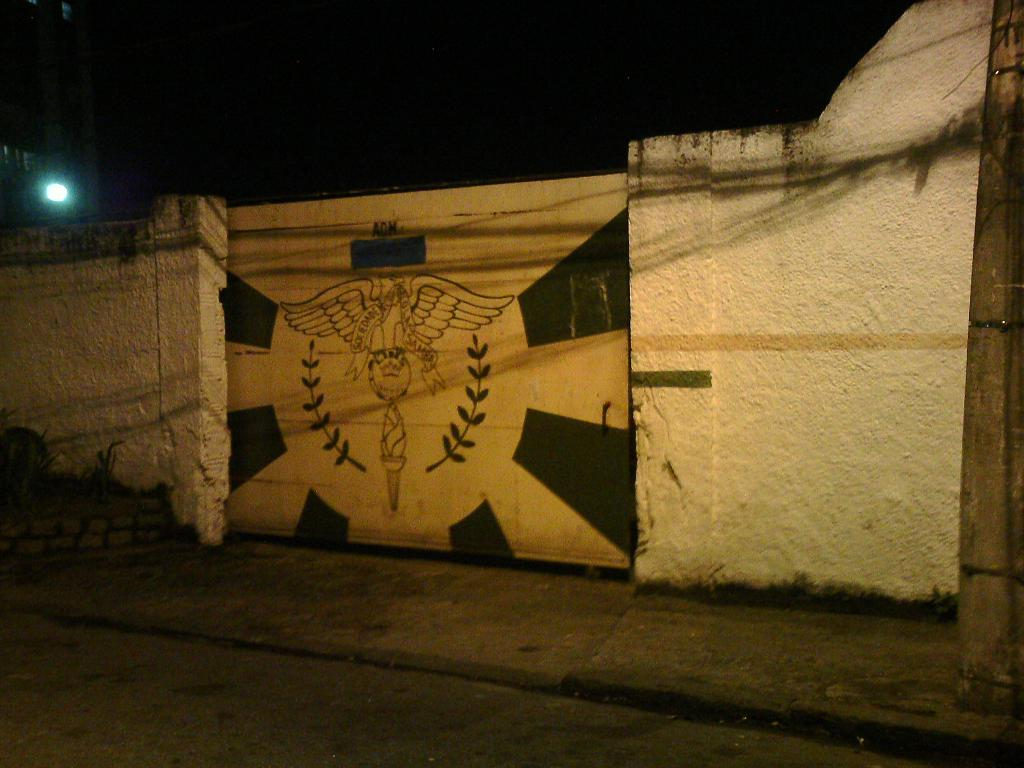
Quadra da Lins Imperial em Lins de Vasconcelos.

### 1983–1991: Infância e interesse pela dança
Marcella de Oliveira Alves (depois de casada, Marcella Alves Araújo) nasceu em 22 de maio de 1983 na cidade do Rio de Janeiro. Filha da dona de casa Sandra de Oliveira e do corretor de imóveis Wilson Alves, é a caçula dos três filhos do casal. Foi criada no bairro Lins de Vasconcelos, no subúrbio carioca. Aos seis anos de idade começou a estudar balé clássico no Centro de Dança Rio, no Méier. No balé, tinha predileção pelo pas de deux ("passo de dois" em francês), a dança executada por um bailarino e uma bailarina. Desde pequena acompanhava os pais nos ensaios da escola de samba Lins Imperial. Seu avô paterno, Wilson Cambaxirra, foi presidente da escola. Marcella se interessou pela dança de mestre-sala e porta-bandeira após assistir a um ensaio do primeiro casal da Lins, Jorginho e Bárbara Marcelle. Com Bárbara, teve sua primeira aula sobre a dança de casal no carnaval.

### 1992–2000: Início na Infantes, Lins Imperial e Caprichosos

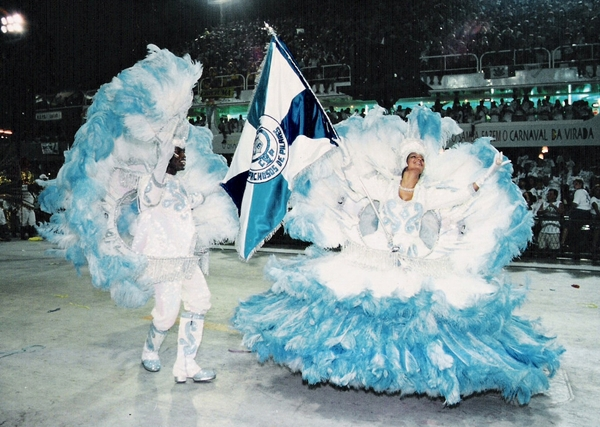
Marcella Alves e o mestre-sala Peixinho no desfile de 2000 da Caprichosos de Pilares.

Aos oito anos de idade, em 1992, Marcella Alves desfilou na comissão de frente da recém fundada Infantes do Lins, a escola de samba mirim da Lins Imperial. Para o ano seguinte, a escola mirim lançou um concurso a fim de escolher uma nova porta-bandeira. Marcella participou e venceu o concurso, sendo convidada, também, para desfilar pela Lins Imperial. Em 1993, aos nove anos de idade, estreou na Marquês de Sapucaí como terceira porta-bandeira da Lins Imperial, desfilando pelo Grupo A.
Em 1994 e 1995, desfilou como segunda porta-bandeira; em 1996, foi promovida ao posto de primeira porta-bandeira da Lins Imperial. Desfilando pelo Grupo B, a terceira divisão do carnaval carioca, a escola foi a 7.ª colocada. No ano seguinte, trocou a Infantes do Lins pela Inocentes da Caprichosos (escola mirim da Caprichosos de Pilares); e foi campeã do Grupo B pela Lins Imperial, desfilando com o mestre-sala Marquinhos Sorriso.
Para o carnaval de 1998, recebeu um convite para desfilar no Grupo Especial (primeira divisão do carnaval carioca) pela Caprichosos de Pilares. Aos quatorze anos de idade, Marcella foi a mais jovem primeira porta-bandeira a desfilar pelo Grupo Especial. Em sua estreia na elite do carnaval carioca, conquistou a pontuação máxima no julgamento oficial. Com o enredo "Negra origem, negro Pelé, negra Bené", a Caprichosos ficou classificada em 10.º lugar. Nos carnavais de 1999 e 2000, Marcella continuou na Caprichosos, tendo como parceiro, o mestre-sala Peixinho. Nos dois carnavais, conquistou duas notas 10 e uma nota 9,5. A Caprichosos ficou classificada, respectivamente, em 9.º e 11.º lugar.

### 2001–2005: Salgueiro, Bailarina do Faustão, formação acadêmica e o primeiro Estandarte de Ouro
No carnaval de 2001, se transferiu para o Salgueiro, tendo como parceiro o mestre-sala Ronaldinho. Na noite de 11 de janeiro de 2001, Marcella e Ronaldinho participavam da gravação do programa de televisão Xuxa Park, quando um incêndio destruiu o cenário do programa deixando várias pessoas feridas, incluindo Ronaldinho e seu filho.

"Foi muita correria. Tirei a sandália, peguei minha mãe pela mão e tentei escapar, mas me perdi no meio da fumaça e fomos parar numa sala do terceiro andar. Quis descer, mas a fumaça preta tinha tomado conta de tudo. Voltamos para a sala, fechei a porta, mas a fumaça entrava pelas frestas. Os bombeiros jogavam toalhas úmidas pela janela."—  Marcella descrevendo os momentos de tensão durante o incêndio no Xuxa Park.

Ronaldinho conseguiu se recuperar antes do desfile e o casal conquistou nota 10 de todos os jurados. Pela apresentação, Marcella recebeu o seu primeiro Estandarte de Ouro de melhor porta-bandeira. O seu parceiro, Ronaldinho, também foi premiado como melhor mestre-sala. Com um enredo sobre o Pantanal Sul-Matogrossense, o Salgueiro terminou a competição classificado no 4.º lugar. 

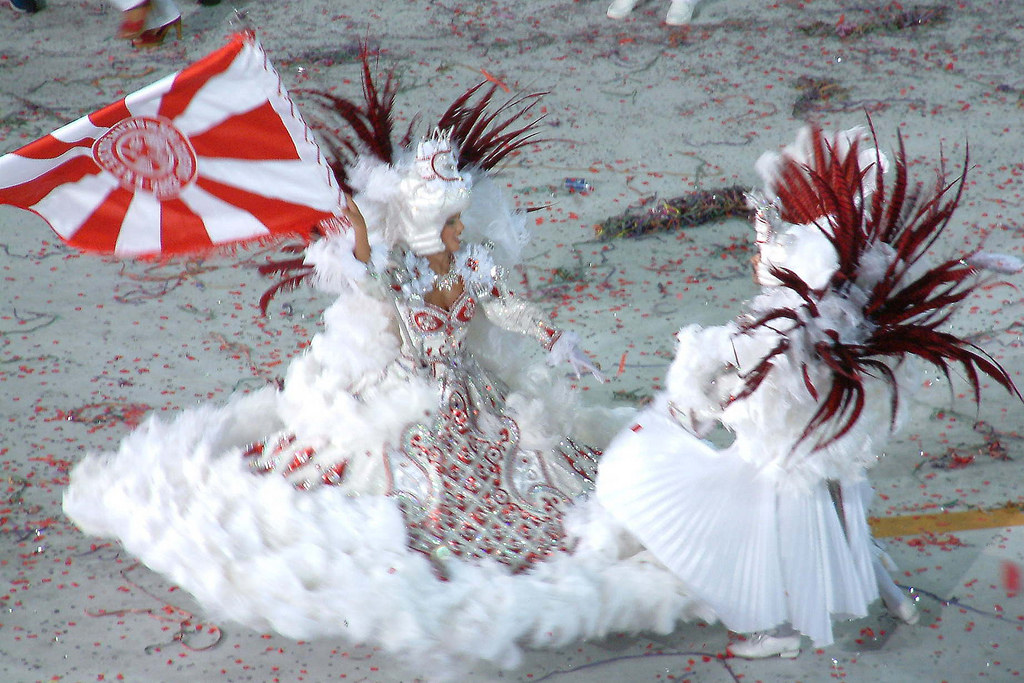
Marcella Alves e Ronaldinho no desfile de 2003 do Salgueiro.

No desfile de 2002, Marcella deixou a bandeira da escola cair durante sua apresentação no primeiro módulo, o que rendeu uma nota 9,2 ao casal. A porta-bandeira recebeu críticas, porém, as outras três notas 10, no mesmo desfile, asseguraram sua permanência no Salgueiro. A escola terminou na 6.ª colocação. Ainda em 2002, Marcella entrou para o balé do programa Domingão do Faustão, mas sua participação foi breve; ela deixou a atração poucos meses depois, ainda no mesmo ano. Em 2003, o casal não obteve um bom desempenho, perdendo quatro décimos no total das notas. Com um enredo comemorativo sobre os cinquenta anos do salgueiro, a escola terminou em sétimo lugar, ficando de fora do desfile das campeãs. No carnaval de 2004, o casal recebeu nota máxima de todos os jurados, sendo, ao lado de Lucinha Nobre e Rogerinho Dornelles da Unidos da Tijuca, os únicos casais a conquistar quatro notas 10. A escola foi a 6.ª colocada do carnaval. No mesmo ano, Marcella formou-se em Educação Física pela Universidade Gama Filho. Fora do carnaval, trabalhava como professora de natação e musculação.
Em 2005, Marcella Alves obteve o seu pior desemprenho, até então, no Grupo Especial, perdendo meio ponto no julgamento oficial. Após o resultado, a porta-bandeira se desligou do Salgueiro, atribuindo sua saída à desentendimentos com o então presidente da agremiação, Luiz Augusto Laje Duran ("Fú"). Segundo Marcella, seu relacionamento com o mestre-sala Ronaldinho também estaria desgastado. Após a saída de Marcella, Ronaldinho declarou em entrevista que a porta-bandeira foi imatura ao deixar a escola após um resultado ruim.
"Uma garota de 21 anos que passou pelo que já passei não tem a menor condição de ser imatura. Apenas sei o que no momento é melhor para o meu trabalho e, como amo os salgueirenses, e sempre quis dar o melhor de mim para a escola, e sabia que com o desentendimento meu com o Fú passaria a existir um clima ruim entre ele e eu, preferi jogar a toalha. Não quis correr o risco de desrespeitá-lo, como ele fez comigo."— Marcella sobre sua saída do Salgueiro.

### 2006–2009: Passagem pela Mocidade

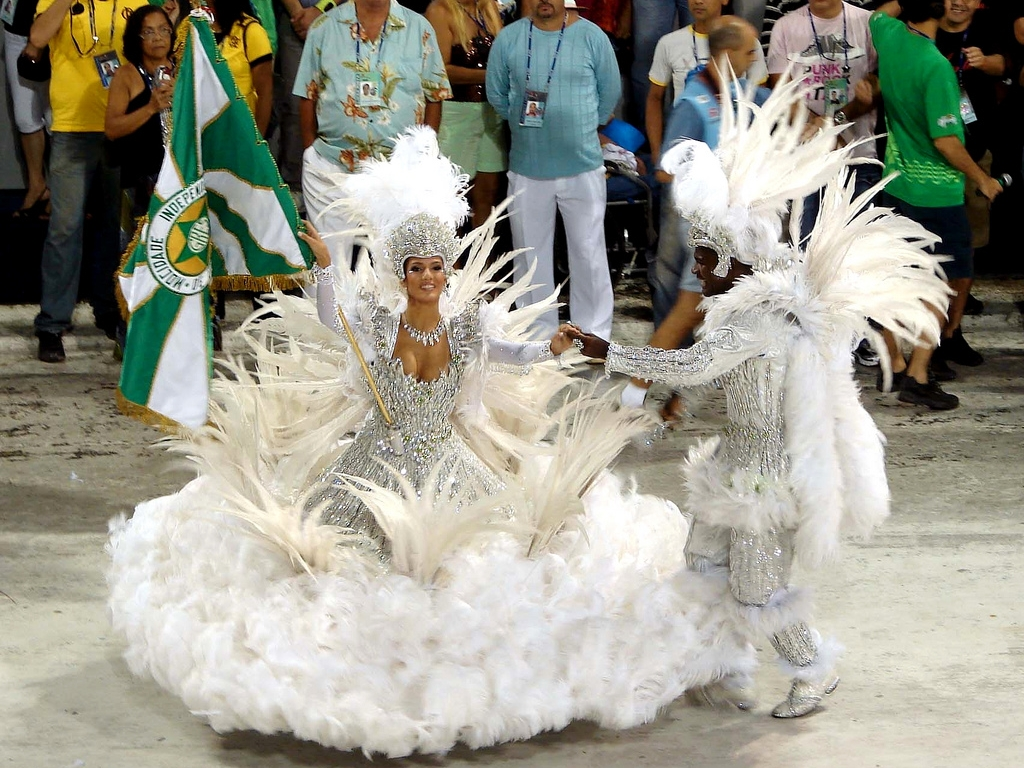
Marcella Alves e Rogerinho no desfile de 2008 da Mocidade Independente de Padre Miguel.

Para o carnaval de 2006, a porta-bandeira acertou sua transferência para a Mocidade Independente de Padre Miguel, tendo como parceiro o mestre-sala Rogerinho Dornelles. Em seu primeiro ano na escola, perdeu apenas um décimo no julgamento oficial, por conta da volumetria da fantasia do casal. A escola terminou classificada no 10.º lugar.
No carnaval de 2007, desfilou com um novo parceiro, o mestre-sala Marcelo Pessoa, estreante no Grupo Especial. O casal não obteve um bom desemprenho, perdendo oito décimos no julgamento oficial. Nas justificativas dos jurados, Marcella recebeu elogios, enquanto o mestre-sala recebeu diversas criticas. Com um enredo sobre o artesanato, a escola terminou classificada no antepenúltimo lugar. 
Em 2008, mais uma vez, a escola trocou de mestre-sala. Rogerinho Dornelles retornou à Mocidade para fazer par com Marcella. O casal recebeu três notas 10, perdendo apenas um décimo, do jurado Tito Canha, por apresentar um bailado "confuso". O casal recebeu os prêmios Tamborim de Ouro e Estrela do Carnaval de 2008. A Mocidade ficou classificada na 8.ª colocação. Após o carnaval, o mestre-sala Rogerinho se desligou da escola.
Indicado por Marcella, Raphael Rodrigues foi contratado pela Mocidade para ser o novo mestre-sala da agremiação. No desfile de 2009, Marcella e Raphael receberam apenas uma nota 10, perdendo quatro décimos na pontuação total. Nas justificativas dos jurados, Marcella foi elogiada, enquanto as críticas foram direcionadas ao mestre-sala. A Mocidade terminou classificada na penúltima colocação do Grupo Especial, quase sendo rebaixada. 

### 2010–2013: Mangueira, casamento e mais premiações

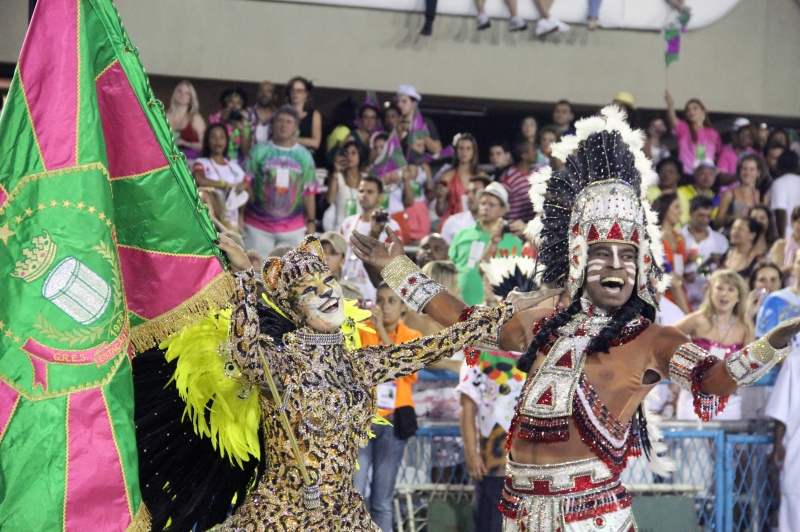
Marcella Alves e Raphael Rodrigues no desfile de 2012 da Estação Primeira de Mangueira.

Após o carnaval de 2009, Marcella Alves e Raphael Rodrigues se transferiram para a Estação Primeira de Mangueira, substituindo o casal Giovanna Justo e Marquinhos, que desfilavam a quatorze anos na verde-e-rosa. Em seu primeiro ano na escola, o casal perdeu três décimos no julgamento oficial. Marcella e Raphael receberam os prêmios Estrela do Carnaval e Tupi Carnaval Total 2010.
No carnaval de 2011, o casal foi o único a conquistar a pontuação máxima dos jurados, com quatro notas 10 e uma nota 9,8 que foi descartada. Com um enredo em homenagem a Nelson Cavaquinho, a Mangueira ficou classificada na terceira colocação. Marcella e Raphael receberam o prêmio Tamborim de Ouro de melhor casal de 2011, sendo este, o segundo Tamborim de Ouro de Marcella.
Em 2012, Marcella desfilou representando o bloco Bafo da Onça, enquanto seu parceiro, Raphael, representou o bloco Cacique de Ramos. A caracterização não agradou os jurados e o casal conquistou apenas uma nota 10. Pela exibição, Marcella recebeu seu terceiro Tamborim de Ouro e o prêmio Plumas e Paetês Cultural de personalidade do carnaval. Em junho de 2012, Marcella se casou com o empresário e ritmista da escola de samba Unidos da Tijuca, Eduardo Araújo, após dez anos de namoro com o mesmo.
No desfile de 2013, o casal conquistou nota 10 de todos os jurados e diversas premiações como o Estrela do Carnaval, S@mba-Net e Tupi Carnaval Total. Marcella recebeu o seu segundo Estandarte de Ouro de melhor porta-bandeira. Após o carnaval, anunciou o seu desligamento da escola. Marcella foi a primeira porta-bandeira da Mangueira a não ter ligação direta com a escola, todas as porta-bandeiras anteriores da agremiação eram da comunidade mangueirense. Após a saída de Marcella, a tradição foi retomada com a entrada de Squel Jorgea em seu lugar. No mesmo ano, Marcella desfilou com Raphael Rodrigues pela escola Império Serrano (de Uruguaiana), no carnaval de Uruguaiana, no Rio Grande do Sul. O carnaval da região é conhecido por ser "fora de época", não coincidindo com os desfiles do Rio. Por falta de verba da escola, o casal recebeu cachê para desfilar apenas em uma das duas noites de apresentação. Ainda em 2013, foi lançado o livro "Onze Mulheres Incríveis do Carnaval Carioca", do jornalista Aydano André Motta, onde a história de Marcella foi contada em um dos capítulos.

### 2014–presente: Retorno ao Salgueiro, gravidez e mais dois Estandartes

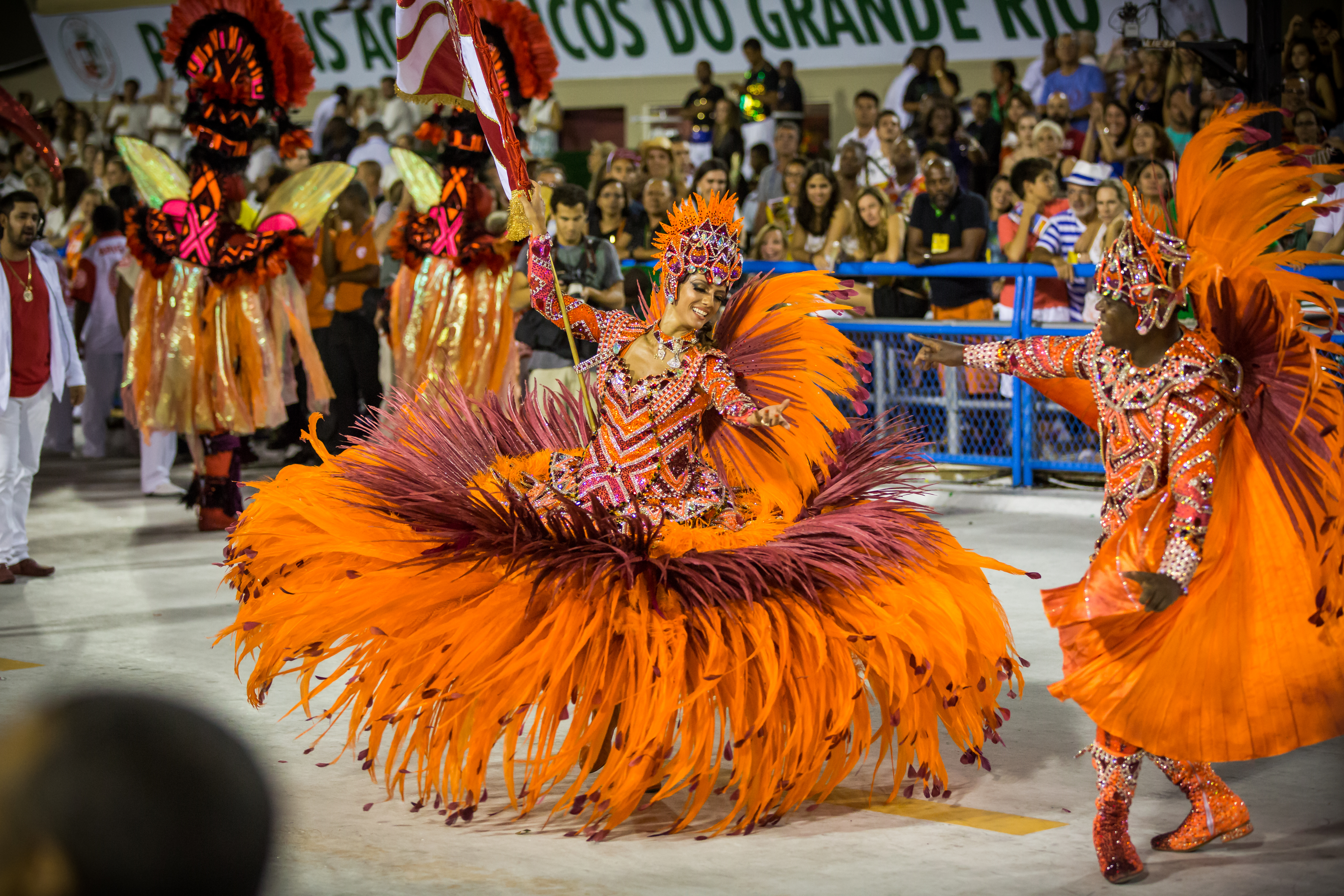
Marcella Alves e Sidclei Santos no desfile de 2015 do Salgueiro.

Para o carnaval de 2014, Marcella acertou seu retorno ao Salgueiro, em substituição à porta-bandeira Gleice Simpatia, que havia sido desligada da escola. Em seu retorno à agremiação, conquistou a pontuação máxima dos jurados, tendo como parceiro o mestre-sala Sidclei Santos. O casal foi agraciado com o prêmio Estrela do Carnaval, o quarto de Marcella. No mesmo ano, desfilou com Sidclei na escola Unidos da Cova da Onça, no carnaval de Uruguaiana.
Em 2015, o casal conquistou apenas uma nota 10. Em suas justificativas, os jurados condenaram o excesso de coreografia na dança e a fantasia de Marcella. O Salgueiro perdeu o campeonato por quatro décimos para a Beija-Flor. Segundo Marcella, o casal foi "injustamente culpado" pela perda do título. Pelo segundo ano, Marcella e Sidclei se apresentaram no carnaval de Uruguaiana pela Unidos da Cova da Onça.
No desfile de 2016, o casal apostou em uma dança tradicional, com pouca coreografia. Com fantasias representando os "Reis da ralé", o casal conquistou nota 10 de todos os jurados. Marcella recebeu o seu terceiro Estandarte de Ouro de melhor porta-bandeira. Em 2016, não pôde comparecer ao desfile da Cova da Onça, sendo substituída por Alessandra Chagas, porta-bandeira da Viradouro. Em 2017 e 2018, mais uma vez, Marcella e Sidclei conquistaram a nota máxima. Nos dois anos, o Salgueiro se classificou na terceira colocação. Em junho de 2018 anunciou sua primeira gravidez. Marcella fazia tratamento para engravidar desde o ano anterior. No mês seguinte, a diretoria do Salgueiro afastou Marcella para que ela cuidasse de sua gravidez que, segundo a escola, era de risco. Marcella rebateu a agremiação, alegando que foi dispensada por estar grávida. Também declarou estar chateada pela "falta de carinho, respeito, humanidade e argumentos sem cabimento" da diretoria. O mestre-sala Sidclei também anunciou seu desligamento. O Salgueiro passava por um momento conturbado, onde a oposição tentava anular, na Justiça, a quarta eleição seguida de Regina Celi à presidência da escola. Mesmo após seu desligamento, a porta-bandeira seguiu ensaiando com o mestre-sala Sidclei, confiante que a oposição conseguiria assumir a presidência e cumprir a promessa de reconduzi-los ao posto. Depois de uma batalha judicial que se arrastou por meses, em dezembro de 2018, a Justiça determinou a inelegibilidade de Regina Celi e a posse do candidato da oposição. André Vaz assumiu a presidência e confirmou a volta de Marcella e Sidclei ao posto de primeiro casal. Em 26 de dezembro de 2018, nasceu a primeira filha de Marcella, Maria Rita. No carnaval de 2019, Marcella e Sidclei conquistaram três notas máximas, e o Salgueiro se classificou na quinta colocação. Assim como no ano anterior, o casal recebeu o prêmio Tamborim de Ouro. Em 2020, o casal recebeu nota máxima de todos os cinco jurados. Os dois foram premiados pelo Estandarte de Ouro, sendo o quarto prêmio de Marcela e o terceiro de Sidclei. O Salgueiro ficou novamente em quinto lugar.

## Carnavais

### Rio de Janeiro
Abaixo, a lista de carnavais de Marcella Alves no Rio de Janeiro e seu desempenho em cada ano.
| Legenda: 0 Nota descartada N Escola foi campeã * Sem informação disponível |

| Ano  | Grupo    | Escola                   | Classificação           | Mestre-sala         | Notas                   | Notas                   | Notas                   | Notas                   | Notas                   | Ref.            |
| ---- | -------- | ------------------------ | ----------------------- | ------------------- | ----------------------- | ----------------------- | ----------------------- | ----------------------- | ----------------------- | --------------- |
| 1993 | Grupo A  | Lins Imperial            | 9.º lugar               | *                   | Terceira porta-bandeira | Terceira porta-bandeira | Terceira porta-bandeira | Terceira porta-bandeira | Terceira porta-bandeira | [ 13 ]          |
| 1993 | Mirim    | Infantes do Lins         | Desfile não competitivo | *                   | Desfile não competitivo | Desfile não competitivo | Desfile não competitivo | Desfile não competitivo | Desfile não competitivo | [ 13 ]          |
| 1994 | Grupo A  | Lins Imperial            | 13.º lugar              | *                   | Segunda porta-bandeira  | Segunda porta-bandeira  | Segunda porta-bandeira  | Segunda porta-bandeira  | Segunda porta-bandeira  | [ 56 ]          |
| 1994 | Mirim    | Infantes do Lins         | Desfile não competitivo | *                   | Desfile não competitivo | Desfile não competitivo | Desfile não competitivo | Desfile não competitivo | Desfile não competitivo | [ 13 ]          |
| 1995 | Grupo A  | Lins Imperial            | 15.º lugar              | *                   | Segunda porta-bandeira  | Segunda porta-bandeira  | Segunda porta-bandeira  | Segunda porta-bandeira  | Segunda porta-bandeira  | [ 57 ]          |
| 1995 | Mirim    | Infantes do Lins         | Desfile não competitivo | *                   | Desfile não competitivo | Desfile não competitivo | Desfile não competitivo | Desfile não competitivo | Desfile não competitivo | [ 13 ]          |
| 1996 | Grupo B  | Lins Imperial            | 7.º lugar               | Marquinhos Sorriso  | *                       | *                       | *                       | *                       | *                       | [ 58 ]          |
| 1996 | Mirim    | Infantes do Lins         | Desfile não competitivo | *                   | Desfile não competitivo | Desfile não competitivo | Desfile não competitivo | Desfile não competitivo | Desfile não competitivo | [ 13 ]          |
| 1997 | Grupo B  | Lins Imperial            | Campeã                  | Marquinhos Sorriso  | *                       | *                       | *                       | *                       | *                       | [ 59 ]          |
| 1997 | Mirim    | Inocentes da Caprichosos | Desfile não competitivo | *                   | Desfile não competitivo | Desfile não competitivo | Desfile não competitivo | Desfile não competitivo | Desfile não competitivo | [ 13 ]          |
| 1998 | Especial | Caprichosos de Pilares   | 10.º lugar              | Marquinhos Sorriso  | 10                      | 10                      | 10                      | 10                      | 9                       | [ 60 ] [ 61 ]   |
| 1999 | Especial | Caprichosos de Pilares   | 9.º lugar               | Peixinho            | 10                      | 10                      | 9,5                     | -                       | -                       | [ 62 ] [ 63 ]   |
| 2000 | Especial | Caprichosos de Pilares   | 11.º lugar              | Peixinho            | 10                      | 10                      | 9,5                     | -                       | -                       | [ 64 ] [ 65 ]   |
| 2001 | Especial | Salgueiro                | 4.º lugar               | Ronaldinho          | 10                      | 10                      | 10                      | -                       | -                       | [ 66 ] [ 67 ]   |
| 2002 | Especial | Salgueiro                | 6.º lugar               | Ronaldinho          | 10                      | 10                      | 10                      | 9,2                     | -                       | [ 68 ] [ 69 ]   |
| 2003 | Especial | Salgueiro                | 7.º lugar               | Ronaldinho          | 10                      | 10                      | 9,8                     | 9,8                     | -                       | [ 70 ] [ 71 ]   |
| 2004 | Especial | Salgueiro                | 6.º lugar               | Ronaldinho          | 10                      | 10                      | 10                      | 10                      | -                       | [ 72 ] [ 73 ]   |
| 2005 | Especial | Salgueiro                | 5.º lugar               | Ronaldinho          | 9,9                     | 9,9                     | 9,9                     | 9,8                     | -                       | [ 74 ] [ 75 ]   |
| 2006 | Especial | Mocidade                 | 10.º lugar              | Rogerinho Dornelles | 10                      | 10                      | 10                      | 9,9                     | -                       | [ 76 ] [ 77 ]   |
| 2007 | Especial | Mocidade                 | 11.º lugar              | Marcelo Pessoa      | 9,9                     | 9,8                     | 9,8                     | 9,7                     | -                       | [ 78 ] [ 79 ]   |
| 2008 | Especial | Mocidade                 | 8.º lugar               | Rogerinho Dornelles | 10                      | 10                      | 10                      | 9,9                     | -                       | [ 80 ] [ 81 ]   |
| 2009 | Especial | Mocidade                 | 11.º lugar              | Raphael Rodrigues   | 10                      | 9,9                     | 9,9                     | 9,8                     | -                       | [ 82 ] [ 83 ]   |
| 2010 | Especial | Mangueira                | 6.º lugar               | Raphael Rodrigues   | 10                      | 9,9                     | 9,8                     | 10                      | 9,8                     | [ 84 ] [ 85 ]   |
| 2011 | Especial | Mangueira                | 3.º lugar               | Raphael Rodrigues   | 10                      | 10                      | 10                      | 10                      | 9,8                     | [ 86 ] [ 87 ]   |
| 2012 | Especial | Mangueira                | 7.º lugar               | Raphael Rodrigues   | 10                      | 9,9                     | 9,7                     | 9,6                     | -                       | [ 88 ] [ 89 ]   |
| 2013 | Especial | Mangueira                | 8.º lugar               | Raphael Rodrigues   | 10                      | 10                      | 10                      | 10                      | -                       | [ 90 ] [ 91 ]   |
| 2014 | Especial | Salgueiro                | Vice-campeã             | Sidclei Santos      | 10                      | 10                      | 10                      | 9,8                     | -                       | [ 92 ] [ 93 ]   |
| 2015 | Especial | Salgueiro                | Vice-campeã             | Sidclei Santos      | 10                      | 9,9                     | 9,9                     | 9,8                     | -                       | [ 94 ] [ 95 ]   |
| 2016 | Especial | Salgueiro                | 4.º lugar               | Sidclei Santos      | 10                      | 10                      | 10                      | 10                      | -                       | [ 96 ] [ 97 ]   |
| 2017 | Especial | Salgueiro                | 3.º lugar               | Sidclei Santos      | 10                      | 10                      | 10                      | 10                      | -                       | [ 98 ] [ 99 ]   |
| 2018 | Especial | Salgueiro                | 3.º lugar               | Sidclei Santos      | 10                      | 10                      | 10                      | 10                      | -                       | [ 100 ] [ 101 ] |
| 2019 | Especial | Salgueiro                | 5.º lugar               | Sidclei Santos      | 10                      | 10                      | 10                      | 9,9                     | -                       | [ 102 ] [ 103 ] |
| 2020 | Especial | Salgueiro                | 5.º lugar               | Sidclei Santos      | 10                      | 10                      | 10                      | 10                      | 10                      | [ 54 ]          |
| 2022 | Especial | Salgueiro                | 6.º lugar               | Sidclei Santos      | 10                      | 10                      | 10                      | 9,9                     | 10                      | [ 104 ]         |
| 2023 | Especial | Salgueiro                | 7.º lugar               | Sidclei Santos      | 10                      | 10                      | 10                      | 10                      | -                       | [ 105 ]         |
| 2024 | Especial | Salgueiro                | 4.º lugar               | Sidclei Santos      | 10                      | 10                      | 10                      | 10                      | -                       | [ 106 ]         |
| 2025 | Especial | Salgueiro                | 7.º lugar               | Sidclei Santos      | 10                      | 10                      | 10                      | 10                      | -                       | [ 107 ]         |
| 2026 |          | Salgueiro                |                         | Sidclei Santos      |                         |                         |                         |                         |                         | [ 108 ]         |

### Uruguaiana
| Ano  | Grupo    | Escola                       | Mestre-sala       | Classificação | Ref.                    |
| ---- | -------- | ---------------------------- | ----------------- | ------------- | ----------------------- |
| 2013 | Especial | Império Serrano (Uruguaiana) | Raphael Rodrigues | 7.º lugar     | [ 109 ] [ 110 ] [ 111 ] |
| 2014 | Especial | Cova da Onça                 | Sidclei Santos    | 3.º lugar     | [ 7 ] [ 112 ] [ 46 ]    |
| 2015 | Especial | Cova da Onça                 | Sidclei Santos    | 4.º lugar     | [ 113 ] [ 114 ]         |
| 2020 | Especial | Cova da Onça                 | Sidclei Santos    | Campeã        |                         |
| 2023 | Especial | Cova da Onça                 | Sidclei Santos    | 4.º lugar     |                         |
| 2024 | Especial | Cova da Onça                 | Sidclei Santos    | Campeã        | [ 115 ]                 |

## Títulos e estatísticas
Marcella Alves possui um título de campeã do Grupo B, conquistado pela Lins Imperial em 1997.
| Divisão        | Campeonato | Ano  | Vice | Ano         | Terceiro lugar | Ano               |
| -------------- | ---------- | ---- | ---- | ----------- | -------------- | ----------------- |
| Grupo Especial | 0          | -    | 2    | 2014 e 2015 | 3              | 2011, 2017 e 2018 |
| Grupo B        | 1          | 1997 | 0    | -           | 0              | -                 |

## Filmografia

### Televisão
| Ano  | Título              | Personagem | Nota(s) |
| ---- | ------------------- | ---------- | ------- |
| 2002 | Domingão do Faustão | Bailarina  |         |

## Premiações

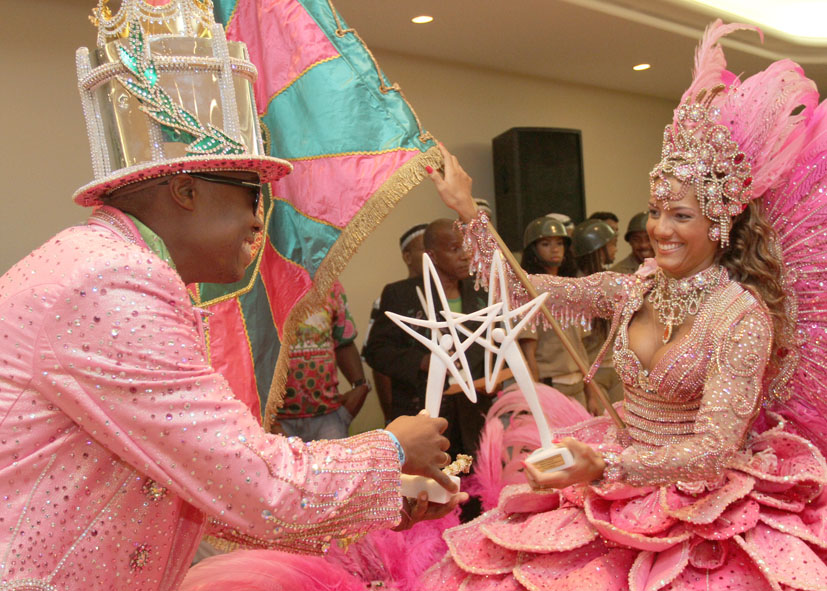
Marcella Alves e Raphael Rodrigues recebem o prêmio Estrela do Carnaval de 2010.

Abaixo, a lista de prêmios recebidos por Marcella Alves em sua carreira no carnaval.
- Estandarte de Ouro

1. 2001 - Melhor porta-bandeira (Salgueiro) [116]
2. 2013 - Melhor porta-bandeira (Mangueira) [117]
3. 2016 - Melhor porta-bandeira (Salgueiro) [118]
4. 2020 - Melhor porta-bandeira (Salgueiro) [55]

- Estrela do Carnaval

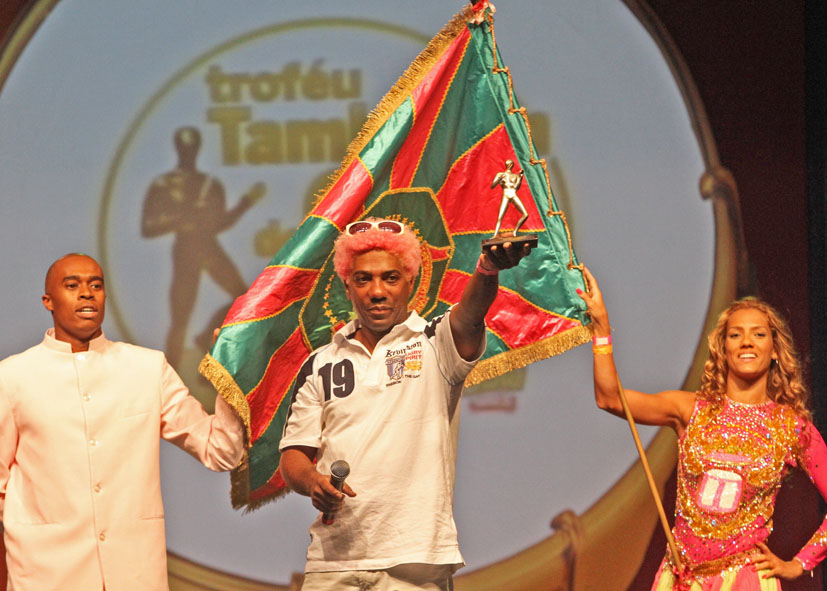
Marcella, Raphael e Ivo Meirelles na festa do Tamborim de Ouro 2010, vencido pela Mangueira.

1. 2008 - Melhor casal de mestre-sala e porta-bandeira (com Rogério - Mocidade) [119][120]
2. 2010 - Melhor casal de mestre-sala e porta-bandeira (com Raphael - Mangueira) [121]
3. 2013 - Melhor casal de mestre-sala e porta-bandeira (com Raphael - Mangueira) [122]
4. 2014 - Melhor casal de mestre-sala e porta-bandeira (com Sidclei - Salgueiro) [123]
5. 2017 - Melhor casal de mestre-sala e porta-bandeira (com Sidclei - Salgueiro) [124]

- Gato de Prata

1. 2017 - Melhor casal de mestre-sala e porta-bandeira (com Sidclei - Salgueiro) [125]
2. 2019 - Melhor casal de mestre-sala e porta-bandeira (com Sidclei - Salgueiro) [126]
3. 2022 - Melhor casal de mestre-sala e porta-bandeira (com Sidclei - Salgueiro) [127]

- Melhores do Carnaval

1. 2019 - Melhor porta-bandeira (Salgueiro) [128]
2. 2025 - Melhor porta-bandeira (Salgueiro) [129]

- Plumas & Paetês Cultural

1. 2012 - Personalidade do carnaval [130]
2. 2022 - Melhor casal de mestre-sala e porta-bandeira (com Sidclei - Salgueiro) [131]

- Prêmio 100% Carnaval

1. 2019 - Melhor porta-bandeira (Salgueiro) [132]
2. 2023 - Melhor porta-bandeira (Salgueiro) [133]
3. 2025 - Melhor porta-bandeira (Salgueiro) [134]

- Prêmio SRzd

1. 2019 - Melhor casal de mestre-sala e porta-bandeira (com Sidclei - Salgueiro) [135]
2. 2023 - Melhor casal de mestre-sala e porta-bandeira (com Sidclei - Salgueiro) [136]

- S@mba-Net

1. 2013 - Melhor casal de mestre-sala e porta-bandeira (com Raphael - Mangueira) [137]
2. 2017 - Melhor casal de mestre-sala e porta-bandeira (com Sidclei - Salgueiro) [138]
3. 2023 - Melhor casal de mestre-sala e porta-bandeira (com Sidclei - Salgueiro) [139]

- Tamborim de Ouro

1. 2008 - Melhor casal de mestre-sala e porta-bandeira (com Rogério - Mocidade) [140]
2. 2011 - Melhor casal de mestre-sala e porta-bandeira (com Raphael - Mangueira) [141][28]
3. 2012 - Melhor casal de mestre-sala e porta-bandeira (com Raphael - Mangueira) [142][30]
4. 2018 - Melhor casal de mestre-sala e porta-bandeira (com Sidclei - Salgueiro) [143]
5. 2019 - Melhor casal de mestre-sala e porta-bandeira (com Sidclei - Salgueiro) [53]

- Troféu Andarilho do Samba

1. 2008 - Melhor casal de mestre-sala e porta-bandeira (com Rogério - Mocidade) [144]

- Troféu Explosão in Samba

1. 2023 - Melhor casal de mestre-sala e porta-bandeira (com Sidclei - Salgueiro) [145]
2. 2025 - Melhor casal de mestre-sala e porta-bandeira (com Sidclei - Salgueiro) [146]

- Troféu Rádio Manchete

1. 2011 - Melhor casal de mestre-sala e porta-bandeira (com Raphael - Mangueira) [147]

- Troféu Sambario

1. 2018 - Melhor casal de mestre-sala e porta-bandeira (com Sidclei - Salgueiro) [148]
2. 2020 - Melhor casal de mestre-sala e porta-bandeira (com Sidclei - Salgueiro) [149]
3. 2023 - Melhor casal de mestre-sala e porta-bandeira (com Sidclei - Salgueiro) [150]
4. 2024 - Melhor casal de mestre-sala e porta-bandeira (com Sidclei - Salgueiro) [151]

- Troféu Tupi Carnaval Total

1. 2010 - Melhor casal de mestre-sala e porta-bandeira (com Raphael - Mangueira) [152]
2. 2013 - Melhor casal de mestre-sala e porta-bandeira (com Raphael - Mangueira) [36]
3. 2020 - Melhor casal de mestre-sala e porta-bandeira (com Sidclei - Salgueiro) [153]